# Hälsningsgir
Hälsningsgir är en konvention när ett fartyg eller färja tillfälligt avviker från utsatt kurs för att hälsa på andra fartyg eller någon på land.
Detta är vanligt både i sjö och lufttrafik mestadels när en ny typ av fordon har introducerats för att stolt visa upp vad man åstadkommit.[källa behövs] Det förekommer också att det händer om befälhavaren vill imponera eller hälsa på familj eller vänner. Oftast är dessa planerade för att inte tänja på säkerheten,[källa behövs] men i några få fall är det en spontan handling och kan då få ödesdigra konsekvenser. Just detta är det som hände med kryssningsfartyget Costa Concordia den 13 januari 2012.